# ميرزا شاه حسين الأصفهاني
ميرزا شاه حسين الأصفهاني (بالفارسية: میرزا حسین اصفهانی) كان الصدر الأعظم للدولة الصفوية في الفترة ما بين سنتي 1514 حتى 1523. يحمل رُتبة فريق أول. تُوفي في 1523.